# Andrena agnata
Andrena agnata är en biart som beskrevs av Warncke 1967. Andrena agnata ingår i släktet sandbin, och familjen grävbin. Inga underarter finns listade i Catalogue of Life.